# Fla-Flu
Fla-Flu is de populaire benaming voor een van 's werelds grootste voetbalklassiekers tussen de Braziliaanse voetbalclubs Flamengo en Fluminense. Elke wedstrijd weer staat het duel tussen de twee ploegen, die origineel uit dezelfde wijk van Rio de Janeiro stammen (Flamengo), voor een vol Maracanã.

## Geschiedenis

### Achtergronden
Al voordat er ooit een wedstrijd was gespeeld, bestond er al een rivaliteit tussen het in 1895 opgerichte Flamengo en het Fluminense van 1902. Het waren de voetballers van Fluminense en de roeiers van Flamengo die streden om de beste reputatie bij de vrouwen te krijgen. In 1911 besloot de omnivereniging Flamengo ook voetbal op te nemen in haar club, nadat een aantal ontevreden leden van Fluminense de overstap naar de rivaal hadden gemaakt. Daardoor konden de twee clubs zich voor het eerst op hetzelfde onderdeel meten. De eerste wedstrijd op 7 juli 1912 werd met 3-2 gewonnen door Fluminense.

### Wedstrijden
Tot het begin van het seizoen 2005 ontmoetten de twee clubs elkaar 355 keer, waarvan vele wedstrijden van belang waren, waaronder een aantal finales van het staatskampioenschap. De eerste Fla-Flu die een beslissing bracht was de finale van het staatskampioenschap van 1919. Fluminense versloeg haar rivaal met 4-0.
Een andere bekende finale was die van 1941; de finale werd gespeeld in het oude Flamengo-stadion Gávea en staat bekend als de Fla-Flu da Lagoa omdat Fluminense de bal tijdens de wedstrijd constant richting het nabijgelegen meer Rodrigo de Freitas probeerde te schieten om zo tijd te rekken. Fluminense bleek succesvol en hield haar tegenstander op 2-2, waardoor de titel een feit was.
Het duurde daarna 22 jaar voordat de twee elkaar weer in een finale tegenkwamen. In 1963 ging het in het Maracanã, dat die dag een wereldrecord van 177.656 betalende bezoekers telde, wederom om het staatskampioenschap. De wedstrijd eindigde in een 0-0, wat genoeg was voor Flamengo om met de titel naar huis te gaan.
In de jaren 1970 ontmoetten de teams elkaar twee keer in de finale. In 1972 was het Flamengo, dat toen al met Zico speelde, dat met 2-1 te sterk was voor Fluminense. Een jaar later kwam de revanche en versloeg Flu haar tegenstander met 4-2.
In de jaren 1980 was het Fluminense-speler Assis die tot een nachtmerrie werd voor Flamengo. In de finalegroep, die uit drie teams bestond, scoorde hij zowel in 1983 als 1984 in de laatste minuut het enige doelpunt in de ontmoeting tussen de twee. In beide gevallen was de overwinning van Flu genoeg om het staatskampioenschap binnen te halen.
De jaren 1990 leken voor Flamengo te zijn. Onder leiding van de ervaren aanvaller Júnior, die al twee WK's Brazilië's centrumspits was geweest, won Flamengo in 1991 in de finale met 4-2. In 1995 was het echter Fluminense-aanvaller Renato die met een buikdoelpunt voor de 3-2 zorgde en zo het evenwicht in het decennium herstelde.

### Records en reeksen
In de moderne geschiedenis van de wedstrijd is nooit een van de ploegen voor langere tijd dominant geweest. Alleen in de vroege jaren wist de één soms jarenlang niet te verliezen van de ander. Voor Fluminense zijn dit 12 wedstrijden gespeeld tussen 28 oktober 1936 en 11 september 1938. Voor Flamengo gaat dit nog verder terug: 11 wedstrijden tussen 27 oktober 1912 en 15 augustus 1916.
De grootste uitslag tussen de twee ploegen is de 6-3-overwinning behaald door Flamengo op 3 augustus 1918, gevolgd door een 5-3 met dezelfde winnaar uit 1999. De grootste overwinning van Flamengo vond plaats op 10 juni 1945, toen met 7-0 werd gewonnen. Fluminense's grootste overwinning in onderlinge wedstrijden is de 5-1 van 23
maart 1943.

### Best bezochte wedstrijden

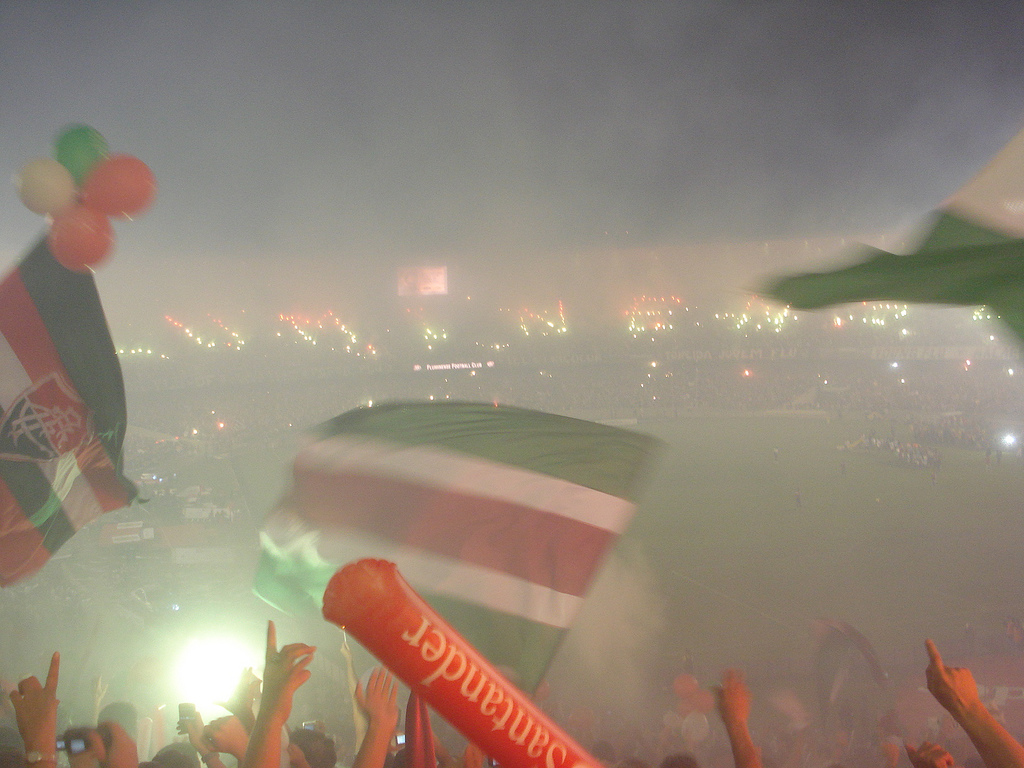
Fans van Fluminense in het Maracanã.

1. Fla 0-0 Flu, 194.603 (177.656 ps.), 15/12/1963
2. Fla 2-3 Flu, 171.599, 15/06/1969
3. Fla 0-0 Flu, 155.116, 16/05/1976
4. Fla 0-1 Flu, 153.520, 16/12/1984
5. Fla 0-2 Flu, 138.599, 02/08/1970
6. Fla 1-1 Flu, 138.557, 22/04/1979
7. Fla 5-2 Flu, 137.002, 23/04/1972
8. Fla 2-1 Flu, 136.829, 07/09/1972
9. Fla 3-3 Flu, 136.606, 18/10/1964
10. Fla 1-0 Flu, 124.432, 23/09/1979[1]

## Statistiek
| Wedstrijden | Wedstrijden               | Wedstrijden | Wedstrijden | Wedstrijden | Wedstrijden | Wedstrijden | Wedstrijden | Wedstrijden | Wedstrijden |
| Competitie | Competitie                | W           | FLA         | G           | FLU         | DFLA        | DFLU        |             |             |
| --- | ------------------------- | ----------- | ----------- | ----------- | ----------- | ----------- | ----------- | ----------- | ----------- |
| FLA | Campeonato Carioca        | 229         | 81          | 76          | 72          | 345         | 316         |             |             |
| FLU | Campeonato Brasileiro     | 31          | 10          | 9           | 12          | 35          | 32          |             |             |
| FLU | Copa Roberto G. Pedrosa   | 4           | 0           | 2           | 2           | 3           | 7           |             |             |
| FLA | Torneio Rio-São Paulo     | 21          | 8           | 6           | 7           | 27          | 24          |             |             |
| FLA | Nationale Toernooien      | 39          | 16          | 10          | 13          | 59          | 59          |             |             |
| - | Internationale Toernooien | 1           | 0           | 1           | 0           | 0           | 0           |             |             |
| FLA | Vriendschappelijk         | 33          | 13          | 12          | 8           | 62          | 48          |             |             |
| FLA | TOTAAL                    | 358         | 128         | 116         | 114         | 531         | 486         |             |             |
| FLA | Maracanã                  | 204         | 77          | 60          | 67          | 277         | 254         |             |             |
| W - wedstrijden; FLA - overwinningen Flamengo; G - gelijke spelen; FLU - overwinningen Fluminense; DFLA - doelpunten Flamengo; DFLU - doelpunten Fluminense |                           |             |             |             |             |             |             |             |             |
| bijgewerkt tot en met 28 mei 2006 |                           |             |             |             |             |             |             |             |             |